# 松井田町西野牧
松井田町西野牧（まついだまちにしのまき）は、群馬県安中市の地名。旧碓氷郡松井田町大字西野牧にあたる地名である。郵便番号は379-0303。

## 地理
鏑川最上流域の山間地に位置している。長野県との県境に位置する。

## 歴史
1875年に西牧14か村が合併して成立した地名である。はじめは甘楽郡であり、1878年からは北甘楽郡だった。1882年に東野牧村、南野牧村、本宿村、北野牧村が分村し、現在の形となる。

### 年表
- 1882年 東野牧村、南野牧村、本宿村、北野牧村が分村する。
- 1889年 町村制施行により碓氷郡松井田町、臼井町、坂本町、西横野村、九十九村、細野村が成立し、碓氷郡坂本町となる
- 1954年 松井田町、臼井町、坂本町、西横野村、九十九村、細野村の6町村が合併して新たに碓氷郡松井田町西野牧となる。
- 1993年3月27日 上信越自動車道藤岡IC - 佐久IC間が開通し、同町に碓氷軽井沢ICができる。
- 2006年3月18日 松井田町が安中市と合併し、安中市松井田町西野牧となる。

### 地名の由来
近世の西牧領の西側にあることに由来する。

## 世帯数と人口
2017年（平成29年）7月31日現在の世帯数と人口は以下の通りである。
| 町丁           | 世帯数 | 人口 |
| -------------- | ------ | ---- |
| 松井田町西野牧 | 15世帯 | 21人 |

## 教育
市立小・中学校に通う場合、学区は以下の通りとなる。
| 番地 | 小学校               | 中学校               |
| ---- | -------------------- | -------------------- |
| 全域 | 安中市立松井田小学校 | 安中市立松井田中学校 |

## 交通

### 鉄道
鉄道駅はない。

### 道路
上信越自動車道が通過し、碓氷軽井沢ICがある。国道はなく、県道は群馬県道・長野県道92号松井田軽井沢線が通過。

## 施設
- 上信越自動車道碓氷軽井沢IC
- 八風平キャンプ場

## 避難所
指定緊急避難場所
- 下平生活改善センター (土砂災害警戒区域であり、土砂災害時の避難には不適とされている。)[8]
- 恩賀住民センター (山地災害危険地区にあるため、土砂災害時の避難には注意が必要とされている。)

指定避難所
- 入牧生きがいセンター[9]